# Лінда Фіорентіно
Лінда Фіорентіно (англ. Linda Fiorentino; 9 березня 1958) — американська акторка.

## Біографія
Народилася 9 березня 1958 року в місті Філадельфія, штат Пенсільванія в італійській родині з вісьмома дітьми (двоє хлопчиків і шість дівчаток).
Закінчила коледж Роузмонт. Навчалася в Нью-Йоркському Міжнародному Центрі Фотографії.
У кіно дебютувала в 1985 році. Знімалася у таких фільмах, як «Після роботи» (1985), «Крик» (1991), «За межами закону» (1993), «Тілесні ушкодження» (1995), «Незабутнє» (1996), «Люди в чорному» (1997), «Догма» (1999).
У 1992–1993 роках була одружена з режисером Джоном Байрамом.

## Фільмографія
| Рік  |    | Українська назва             | Оригінальна назва         | Роль               |
| ---- | -- | ---------------------------- | ------------------------- | ------------------ |
| 1985 | ф  | Зоровий пошук                | Vision Quest              | Карла              |
| 1985 | ф  | Попався, або Шпигунські ігри | Gotcha!                   | Саша               |
| 1985 | ф  | Після роботи                 | After Hours               | Кікі Бріджес       |
| 1985 | с  | Альфред Гічкок представляє   | Alfred Hitchcock Presents | Бетсі Ван Кеннон   |
| 1986 | ф  | Гульвіси                     | The Whoopee Boys          | іспанська покоївка |
| 1988 | ф  | Модерністи                   | The Moderns               | Рейчел Стоун       |
| 1988 | ф  | Дикий вогонь                 | Wildfire                  | Кей                |
| 1991 | ф  | Бруклінська рокіровка        | Queens Logic              | Карла              |
| 1991 | ф  | Крик                         | Shout                     | Моллі              |
| 1991 | тф | Неонова імперія              | The Neon Empire           | Люсі               |
| 1992 | тф | Незнайомці                   | Strangers                 | Гелен              |
| 1992 | ф  | Ланцюг бажання               | Chain of Desire           | Ельма Д'Анджелі    |
| 1993 | ф  | За межами закону             | Beyond the Law            | Рене Джейсон       |
| 1993 | тф | Троянди мертві               | Acting on Impulse         | Сьюзен Гіттес      |
| 1994 | ф  | Останнє спокушання           | The Last Seduction        | Бріджет Грегорі    |
| 1995 | ф  | Тілесні ушкодження           | Bodily Harm               | Рита Кейтс         |
| 1995 | в  | Стежкою відчаю               | The Desperate Trail       | Сара О'Рурк        |
| 1995 | ф  | Нефрит                       | Jade                      | Тріна Гевін        |
| 1995 | ф  | Привид Чарлі                 | Charlie's Ghost Story     | Марта              |
| 1996 | ф  | Незабутнє                    | Unforgettable             | Марта Бріггс       |
| 1996 | ф  | Більше, ніж життя            | Larger Than Life          | Террі Бонура       |
| 1997 | ф  | Зсув по фазі                 | Kicked in the Head        | Меган              |
| 1997 | ф  | Люди в чорному               | Men in Black              | Лорел Вівер        |
| 1998 | ф  | Відлік жертв                 | Body Count                | Наталі             |
| 1999 | ф  | Догма                        | Dogma                     | Бетані             |
| 2000 | ф  | Звичайний злочинець          | Ordinary Decent Criminal  | Крістіна Лінч      |
| 2000 | ф  | З якої ти планети?           | What Planet Are You From? | Гелен Гордон       |
| 2000 | ф  | Там, де гроші                | Where the Money Is        | Керол              |
| 2002 | ф  | Під прицілом                 | Liberty Stands Still      | Ліберті Воллес     |
| 2009 | ф  | Ще раз з почуттям            | Once More with Feeling    | Лідія              |